# Święta polskie
Święta polskie – cykl trzynastu polskich filmów telewizyjnych związanych ze świętami obchodzonymi w Polsce nakręconych przez różnych reżyserów.

## Opis
Wszystkie filmy zostały zrealizowane przez Telewizję Polską, niektóre we współpracy z Canal+. Pomysłodawcą cyklu jest scenarzysta Grzegorz Łoszewski. Tematyka jest psychologiczna i moralna, jednak wiele z nich zawiera w sobie sporą dawkę humoru. Akcja każdego z nich rozgrywa się w ciągu jednego ze świąt obchodzonych w Polsce, głównie są to święta katolickie. Filmy opisują postawy i psychologię współczesnych Polaków.
Premiera pierwszego z nich odbyła się 9 maja 2000 r., a ostatnia 14 lutego 2007 r. Premiery odbywały się w dniu lub w okolicy święta, którego dotyczyły. Filmy trwają od 55 do 76 minut. W styczniu 2005 r. wydano na DVD 9 pierwszych filmów z tego cyklu.

## Nagrody i oglądalność
Na 25. Festiwalu Polskich Filmów Fabularnych w 2000 roku Janusz Morgenstern został uhonorowany pozaregulaminową nagrodą jury za inicjatywę producencką cyklu. Oprócz tej nagrody pojedyncze filmy do dnia premiery ostatniego z nich zdobyły łącznie 16 nagród polskich i 4 międzynarodowe.
Według badań TNS OBOP każdy z filmów w chwili emisji był najchętniej oglądanym materiałem spośród wszystkich telewizji. Było tak nawet w przypadku, kiedy w tym samym czasie inna telewizja emitowała jakiś kasowy przebój, np. Film tygodnia na Polsacie. Filmem, który przyciągnął największą widownię była Biała sukienka, którą według badań obejrzało 5,4 mln osób. Na drugim miejscu znalazł się Przybyli ułani, który przyciągnął przed ekrany 4,7 mln osób.

## Filmy
| lp. | Tytuł                         | Reżyser               | Produkcja | Premiera   | Święto                                   |
| --- | ----------------------------- | --------------------- | --------- | ---------- | ---------------------------------------- |
| 1.  | Cud purymowy                  | Izabella Cywińska     | 2000      | 2000.05.09 | Purim                                    |
| 2.  | Noc świętego Mikołaja         | Janusz Kondratiuk     | 2000      | 2000.12.06 | Mikołajki                                |
| 3.  | Żółty szalik                  | Janusz Morgenstern    | 2000      | 2000.12.20 | Wigilia Bożego Narodzenia                |
| 4.  | W kogo ja się wrodziłem       | Ryszard Bugajski      | 2001      | 2002.06.19 | Dzień Ojca                               |
| 5.  | Wszyscy święci                | Andrzej Barański      | 2002      | 2002.11.01 | Wszystkich Świętych                      |
| 6.  | Miss mokrego podkoszulka      | Witold Adamek         | 2002      | 2003.04.21 | Wielkanoc                                |
| 7.  | Biała sukienka                | Michał Kwieciński     | 2003      | 2003.06.19 | Boże Ciało                               |
| 8.  | Długi weekend                 | Robert Gliński        | 2004      | 2004.05.03 | 1 Maja – 3 Maja                          |
| 9.  | Królowa chmur                 | Radosław Piwowarski   | 2003      | 2004.05.26 | Dzień Matki                              |
| 10. | Piekło niebo                  | Natalia Koryncka-Gruz | 2004      | 2005.05.04 | Pierwsza komunia                         |
| 11. | Barbórka                      | Maciej Pieprzyca      | 2005      | 2005.12.04 | Barbórka                                 |
| 12. | Przybyli ułani                | Sylwester Chęciński   | 2005      | 2006.08.15 | Matki Boskiej Zielnej / Wojska Polskiego |
| 13. | Miłość w przejściu podziemnym | Janusz Majewski       | 2006      | 2007.02.14 | Walentynki                               |